# Nikolaus von Unhoscht
Nikolaus von Unhoscht (tschech.: Mikuláš z Unhoště; † zwischen 9. Februar und 4. August 1400) war gewählter Bischof von Lavant.
Nikolaus von Unhoscht war Franziskaner aus Unhošť westlich von Prag und Beichtvater des böhmischen Königs Wenzel IV. In dessen Auftrag reiste er 1390 nach Rom, um den Besuch des Königs bei Papst Bonifaz IX. vorzubereiten. Während der Salzburger Erzbischof Pilgrim II. von Puchheim den späteren Bischof Konrad Torer von Törlein als Verweser des Bistums Lavant bestellte, providierte der Papst am 11. Januar 1391 Nikolaus von Unhoscht zum Bischof. Nikolaus kehrte am 23. Januar nach Böhmen zurück, ohne das Bistum Lavant, auf das er noch im selben Jahr verzichtete, jemals in Besitz genommen zu haben. Er wurde auch nie zum Bischof geweiht. König Wenzel verschaffte ihm darauf die Pfarre Jeschnitz (Jesenice) in Mittelböhmen.